# Paraguayische Männer-Handballnationalmannschaft
Die paraguayische Männer-Handballnationalmannschaft repräsentiert den Handballverband Paraguays als Auswahlmannschaft auf internationaler Ebene bei Länderspielen im Handball gegen Mannschaften anderer nationaler Verbände.

## Geschichte
Die Confederación Paraguaya de Handball ist seit 1984 Mitglied in der Internationalen Handballföderation (IHF) und seit 2019 in der Süd- und zentralamerikanischen Handballkonföderation (SCAHC). Für ein großes internationales Turnier konnte sich die Auswahl bisher nicht qualifizieren.
Auf kontinentaler Ebene nahm Paraguay sechsmal an der zwischen 1980 und 2018 ausgetragenen Panamerikameisterschaft teil, bei der die Mannschaft vier von 30 Spielen gewann und stets hintere Plätze belegte. Nach der Aufteilung der Pan-American Team Handball Federation 2019 in zwei Verbände nimmt sie seit 2020 am Nachfolgewettbewerb, der Süd- und zentralamerikanischen Handballmeisterschaften, teil. 2020 gelang ein Sieg gegen Bolivien, 2022 zwei Siege gegen Costa Rica. Bei den Südamerikaspielen wurde man 2014 nach drei Niederlagen Letzter sowie 2022 als Gastgeber nach vier Niederlagen und einem Unentschieden (gegen Venezuela) Vierter. Bei ihrer einzigen Teilnahme an den Panamerikaspielen 1995 verlor die Auswahl alle fünf Begegnungen und wurde Letzte.
Bei der vom Weltverband ausgerichteten IHF South and Central American Emerging Nations Championship nahm Paraguay 2018 teil, wo sie im Finale Gastgeber Kolumbien mit 25:36 unterlagen.

## Turnierteilnahmen

### Panamerikameisterschaften
An der Handball-Panamerikameisterschaft der Männer nahm Paraguay sechsmal teil. Sie diente als Qualifikation zur Handball-Weltmeisterschaft der Männer. Die Panamerikameisterschaften wurden 2020 abgelöst von den Süd- und mittelamerikanischen Handballmeisterschaften und den Nordamerikanischen und karibischen Handballmeisterschaften.
- Panamerikameisterschaft 1980: nicht teilgenommen
- Panamerikameisterschaft 1981: 6. Platz (von 7 Mannschaften)
- Panamerikameisterschaft 1983: nicht teilgenommen
- Panamerikameisterschaft 1985: nicht teilgenommen
- Panamerikameisterschaft 1989: nicht teilgenommen
- Panamerikameisterschaft 1994: 6. Platz (von 7 Mannschaften)
- Panamerikameisterschaft 1996: nicht teilgenommen
- Panamerikameisterschaft 1998: nicht teilgenommen
- Panamerikameisterschaft 2000: nicht teilgenommen
- Panamerikameisterschaft 2002: 6. Platz (von 8 Mannschaften)
- Panamerikameisterschaft 2004: nicht teilgenommen
- Panamerikameisterschaft 2006: nicht teilgenommen
- Panamerikameisterschaft 2008: nicht teilgenommen
- Panamerikameisterschaft 2010: nicht teilgenommen
- Panamerikameisterschaft 2012: 6. Platz (von 9 Mannschaften)
- Panamerikameisterschaft 2014: nicht teilgenommen
- Panamerikameisterschaft 2016: 12. Platz (von 12 Mannschaften)
- Panamerikameisterschaft 2018: 11. Platz (von 11 Mannschaften)

### Süd- und zentralamerikanische Handballmeisterschaft
Seit der Austragung 2020 sind jeweils die besten drei Mannschaften der Süd- und zentralamerikanischen Handballmeisterschaft der Männer für die Weltmeisterschaft im Folgejahr qualifiziert.
- Süd- und zentralamerikanische Meisterschaft 2020: 5. Platz (von 6 Mannschaften)
- Süd- und zentralamerikanische Meisterschaft 2022: 5. Platz (von 7 Mannschaften)
- Süd- und zentralamerikanische Meisterschaft 2024: 4. Platz (von 6 Mannschaften)

### Panamerikanische Spiele
- Panamerikanische Spiele 1987: nicht teilgenommen
- Panamerikanische Spiele 1991: nicht teilgenommen
- Panamerikanische Spiele 1995: 5. Platz (von 6 Mannschaften)
- Panamerikanische Spiele 1999: nicht teilgenommen
- Panamerikanische Spiele 2003: nicht teilgenommen
- Panamerikanische Spiele 2007: nicht teilgenommen
- Panamerikanische Spiele 2011: nicht teilgenommen
- Panamerikanische Spiele 2015: nicht teilgenommen
- Panamerikanische Spiele 2019: nicht teilgenommen

### Südamerikaspiele
- Südamerikaspiele 2002: 5. Platz (von 5 Mannschaften)

Kader: Alberto Enriquez, Carlos Acevedo, Carlos Enriquez, Cristian Decoud, Gustavo Sosa, Jose Faraone, Julio Ugarte, Marcos Filartiga, Mario Almada, Mario Gamarra, Marian Aluan, Pablo Garcete, Raul Codas, Rocio Burgos, Rodrigo Medina, Victor Garrigoza.
- Südamerikaspiele 2006: 4. Platz (von 4 Mannschaften)

Kader: Rodrigo Javier Medina Manzoni, Carlos Augusto Acevedo Gimenez, Mario Antonio Almada Samudio, Diego Arevalos Ramirez, Julia Cesar Ayala Caballero, Jose Cristian Faraone Areco, Luis Marcelo Ferreira Rolon, Pablo Adrian Garcete Arguello, Rodrigo Martin Gimenez Villalba, Edgar Omar Benitez Grance, Jose Alexander Mendoza Cazal, Gustavo Ariel Sosa Nequiz, Luís Enrique Gasto Ayala, Nery Ruben Vera, Cristhian Andres Decoud Davalos. Trainer: unbekannt.
- Südamerikaspiele 2010: nicht teilgenommen
- Südamerikaspiele 2014: 7. Platz (von 7 Mannschaften)

Kader: Miguel Angel Medina Recalde, Juan Carlos Demeo, Victor Angel Perez Arce, Armando Javier Cubas Sosa, Juan Martin Alonso Alvarez, Luis Alexander Ruiz Diaz Diaz, Luis Marcelo Ferreira Rolon, Amado Abraham Aluam Nazer, Hugo Eduardo Gonzalez Esquivel, Jose Alexander Mendoza Cazal, Jose Francisco Peña Perez, Mario Britez Vera, Guido Adilson Jara Gomez, Carlos Miguel Arguello, Juan Gabriel Burgos Velazquez, Aldo Raimundo Colman Benitez.
- Südamerikaspiele 2018: nicht teilgenommen
- Südamerikaspiele 2022: 4. Platz (von 5 Mannschaften)

### IHF South and Central American Emerging Nations Championship
- IHF South and Central American Emerging Nations Championship 2018:  2. Platz (von 11 Mannschaften)